# Gelatine Manufacturers of Europe
Gelatine Manufacturers of Europe (GME) ist eine Interessensvertretung europäischer Gelatine- und Kollagen-Hydrolysat-Hersteller und entstand im Jahr 1974.

## Struktur
In der GME sind die elf größten europäischen Gelatine- und Kollagen-Peptid-Hersteller organisiert, die rund 95 % der europäischen und 38 % der weltweiten Produktion abdecken. Als Schnittstelle zwischen ihren Mitgliedern und dem den verschiedenen europäischen Behörden hat die GME ihren Hauptsitz in Brüssel. Die GME ist europaweit tätig und unterhält ein Netz von internationalen Kontakten und Partnerschaften, wie mit der Food and Agriculture Organization der Vereinten Nationen (FAO) und der Weltgesundheitsorganisation (WHO). Derzeit (2018) ist Greet Hombroux Präsident des Verbandes und Marc Vermeulen Generalsekretär.

## Mitglieder
Dem Verband gehören elf Mitglieder an, davon drei deutsche, zwei italienische, drei niederländische und jeweils ein französisches, spanisches und belgisches Unternehmen: Ewald Gelatine, Gelita und Reinert Gruppe Ingredients aus Deutschland, Lapi Gelatine und Italgelatine aus Italien, Rousselot, Jellice und Trobas Gelatine aus den Niederlanden, Gelatines Weishardt aus Frankreich, PB Gelatins aus Belgien sowie Juncá Gelatines aus Spanien.

## Ziele
Ziel der GME ist die Weiterentwicklung der Produkte Gelatine und Kollagen-Hydrolysat sowie die Erschließung neuer Märkte. Die GME ist in vier permanent tätigen Arbeitsausschüssen aktiv. In diesen Arbeitsausschüssen verfolgt die GME die Sicherung gleichbleibender Qualität der Gelatine. Forschung und Weiterentwicklung technischer Standards, Einsatz für neue gesetzliche Rahmenbedingungen für die Gelatineindustrie und die Schaffung von Transparenz sind die Eckpfeiler der Aktivitäten. Ein Instrument für die Einhaltung einheitlicher Qualitätsstandards ist die von der GME entwickelte Gelatine-Monographie, in der Analysemethoden definiert sind. Zur Festlegung weltweiter Standards arbeitet die GME auch mit internationalen Institutionen wie der FAO und der WHO zusammen. Die GME ist als verantwortlicher Partner durch europäische und internationale öffentliche Ämter anerkannt. 
Aufgaben des technischen Ausschusses
- Weiterentwicklung der eigens erstellten Gelatine-Monographie, in der die Analysemethoden für Gelatine definiert sind. Die Monographie bildet die Grundlage für die Zusammenarbeit mit anderen Verbänden, Behörden und Institutionen mit dem Ziel der weltweiten Standardisierung der Testmethoden.
- Harmonisierung aller wichtigen technischen Parameter von Gelatine mittels regelmäßiger, unabhängiger Ringtests.

Aufgaben des Ausschusses für Rechtsvorschriften
- Information des Gesetzgebers über das Nahrungsmittel Gelatine und Kollagen-Hydrolysat.
- Impulse für neue gesetzliche Rahmenbedingungen.
- Durchführung wissenschaftlicher Studien.

Aufgaben des Public-Relations-Ausschusses
- Schaffung von Transparenz
- Weltweite Information
- Kommunikation der Eigenschaften und des Nutzens von Gelatineprodukten

Aufgaben des Nachhaltigkeits-Ausschusses
- Zuständig für umwelttechnische, soziale und wirtschaftliche Angelegenheiten.